# Железнодорожный транспорт в Малави
Железнодорожный транспорт в Малави — национальная железнодорожная сеть в Малави, управляемая правительственной корпорацией до приватизации в 1999 году. По состоянию на 1 декабря 1999 года Центральные Восточно-Африканские железные дороги, консорциум во главе с Корпорацией развития железных дорог, выиграл право управлять железнодорожной сетью страны.
Железнодорожная сеть в 2001 году составляла 797 километров. Это узкоколейная линия с капской шириной колеи 1067 мм.

## Карты
- Карта ООН

## Железнодорожные связи с соседними государствами
Нет прямой связи с соседней Танзанией из-за разницы в ширине колеи (1067 мм и 1000 мм).
Железнодорожная связь с Чипатой в Замбии была выполнена в 1984 году, но путь далее в Замбию был открыт только в 2010 году. Эта линия остаётся бездействующей, поскольку в Чипате мало значимых объектов.
Линия Коридор Накала в сторону Мозамбика от Наючи до порта Накала, и Нсандже к Мосту Дона Ана и Бейре, не действует с войны в Мозамбике и нуждается в реконструкции.
В апреле 2011 года правительство Малави и бразильская добывающая компания Vale подписали соглашение о постройке 100-километровой железнодорожной линии от угольных залежей в Моатизе до Блантайра, где она будет соединяться с дорогой к порту Накала.
В 2015 году было предложено расширение линии Чипаты на соединение с линией Тазара в Серендже. В 2016 году контракт был одобрен.

## Дополнительно
- Robinson, Neil (2009). World Rail Atlas and Historical Summary. Volume 7: North, East and Central Africa. Barnsley, UK: World Rail Atlas Ltd. ISBN 978-954-92184-3-5.